# Linda Carter Brinson
Linda Sue Carter Brinson (nascida em 25 de junho de 1948) é uma escritora, jornalista e editora americana. Ela foi a primeira mulher editora nacional assistente do The Baltimore Sun e a primeira mulher redatora de página principal do Winston-Salem Journal.

## Primeiros anos e educação
Brinson nasceu em 25 de junho de 1948, sendo filha de James Pratt Carter e Nancy Elizabeth Martin. Seu pai era um oficial militar e político que serviu como prefeito de Madison, na Carolina do Norte. Ela é descendente de Thomas Carter, uma família de plantadores do Condado de Rockingham, isto é, que possuía uma plantação de tabaco perto de Wentworth. Ela é prima em primeiro grau da fotógrafa Carol M. Highsmith e do falecido artista folk Benny Carter. Brinson foi criada na tradição da Igreja Batista. Ela é graduada na Madison-Mayodan High School em 1966, se formando em jornalismo e literatura inglesa na Universidade Wake Forest, em 1969. Enquanto estudante na Wake Forest, ela foi redatora do Old Gold & Black. Em 1987 Carter obteve o grau de Mestre em Belas Artes na Escrita Criativa pela Universidade da Carolina do Norte em Greensboro.

## Carreira
Brinson trabalhou como redatora de páginas editoriais, além de ser responsável pelas resenhas de livros para o Winston-Salem Journal, e também na redação da Wake Forest Magazine. Em 1970, como jornalista da Wake Forest Magazine, Carter entrevistou Edward Reynolds, que foi o primeiro estudante afro-americano da Universidade Wake Forest. Depois de trabalhar como jornalista na Carolina do Norte, mudou-se para Maryland e tornou-se editora nacional assistente do The Baltimore Sun. Ela foi a primeira mulher a ocupar esse cargo no jornal. Enquanto estava no The Baltimore Sun, ela fez parte da cobertura sobre a renúncia do vice-presidente americano Spiro Agnew, o escândalo de Watergate e a renúncia do presidente americano Richard Nixon.
Ela voltou para a Carolina do Norte no final da década de 1970 e trabalhou como repórter, redatora de páginas editoriais e de recursos para o The Sentinel, um jornal da tarde em Winston-Salem. Depois que o periódico fechou em 1985, ela começou a escrever resenhas de livros e reportagens para o Winston-Salem Journal. Posteriormente, ela foi nomeada a primeira redatora da página principal da revista. Ela deixou o Winston-Salem Journal em 2008 e começou seu próprio blog, Briar Patch Books, onde escreve resenhas de livros. Em 2013, ela escreveu para a Baptist News Global. Ela também trabalhou como revisora de livros e escritora de recursos para o News & Record. Como escritora freelance, ela escreveu para Our State e é colaboradora regular das pautas edtoriais do News & Record e The Virginian-Pilot. Brinson foi introduzido no "Wake Forest Writers Hall of Fame" em 2018.
Brinson foi membro adjunto do corpo docente da Universidade da Carolina do Norte na Hussman School of Journalism and Mass Communication,de Chapel Hill.

## Vida pessoal
Brinson vive em Currituck, na Carolina do Norte, com seu marido, Lloyd George Brinson Jr. Eles têm dois filhos, James Carter Brinson e o tenente naval Sam Brinson.
Brinson atuou como membro do conselho do Salem College Center for Women Writers. Antes de se converter à Igreja Episcopal dos Estados Unidos, ela trabalhou como Presidente do Conselho de Diáconos da Primeira Igreja Batista de Madison. Após sua conversão, ela é paroquiana da Missão Episcopal de São Lucas em Currituck.[carece de fontes?]